# Novohrîhorivka, Huleaipole
Novohrîhorivka (în ucraineană Новогригорівка) este un sat în comuna Novomîkolaiivka din raionul Huleaipole, regiunea Zaporijjea, Ucraina.

## Demografie
Componența lingvistică a localității Novohrîhorivka
     Ucraineană (93,07%)
     Rusă (6,06%)
     Alte limbi (0,87%)
Conform recensământului din 2001, majoritatea populației localității Novohrîhorivka era vorbitoare de ucraineană (93,07%), existând în minoritate și vorbitori de rusă (6,06%).